# Kap Spieden
Kap Spieden ist ein Kap an der Banzare-Küste des ostantarktischen Wilkeslands. Es markiert unmittelbar westlich der Mündung des Holmes-Gletschers die westliche Begrenzung der Einfahrt zur Porpoise Bay und ebenso zu deren Nebenbucht Buhta Lavrova.
Kartiert wurde das Kap anhand von Luftaufnahmen der United States Navy, die bei der Operation Highjump (1946–1947) entstanden. Das Advisory Committee on Antarctic Names benannte es nach William Speiden [sic!] (1797–1861), Zahlmeister der Sloop Peacock bei der United States Exploring Expedition (1838–1942) unter der Leitung von Charles Wilkes.
Russische Wissenschaftler benannten mit nahezu identischer Verortung das Kap Smirnow (russisch Мыс Смирнова Mys Smirnowa), so dass hier mit hoher Wahrscheinlichkeit von einer Doppelbenennung ausgegangen werden muss. Der Namensgeber ist nicht überliefert.